# Việt Hưng, Hà Nội
Việt Hưng là một phường thuộc thành phố Hà Nội, Việt Nam.
Phường Việt Hưng được thành lập năm 2003 trên cơ sở toàn bộ 383,44 ha diện tích tự nhiên và 7.884 nhân khẩu của xã Việt Hưng, huyện Gia Lâm.

## Địa lý
Địa giới hành chính phường Việt Hưng:
- Phía Đông tiếp giáp xã Phù Đổng, phường Phúc Lợi (ranh giới đi theo sông Đuống - đường giao thông quy hoạch)
- Phía Tây tiếp giáp phường Bồ Đề (ranh giới đi theo đường QL5)
- Phía Nam tiếp giáp phường Long Biên, Phúc Lợi (ranh giới đi theo đường Đê Vàng - phố Đào Văn Tập - phố Đào Đình Luyện - đường QL5)
- Phía Bắc tiếp giáp xã Đông Anh, Phù Đổng (đi theo ranh giới cấp huyện cũ)

## Lịch sử
Việt Hưng có lịch sử hình thành từ rất lâu, trải qua các biến cố thời gian, tên gọi có sự thay đổi. Từ xa xưa, trên vùng đất Việt Hưng có 3 làng cổ: Trường Lâm, Kim Quan, Lệ Mật và đến năm 1943 có thêm làng Ô Cách (còn gọi là trại Quán Chuỗi).
Trước hòa bình năm 1954, vùng đất này đều thuộc tổng Gia Thụy, tỉnh Bắc Ninh.
Sau Cách mạng tháng Tám năm 1945, Việt Hưng có tên là Bái Lâm Thượng.
Đến năm 1948, nhập với 3 làng Mai Phúc, Sài Đồng, Gia Thụy và lấy tên là Việt Hưng. Như vậy xã Việt Hưng có 7 làng là: Lệ Mật, Trường Lâm, Kim Quan, Ô Cách, Gia Thụy, Mai Phúc, Sài Đồng.
Tháng 10 năm 1954, sau khi tiếp quản Thủ đô Hà Nội, chính quyền thành phố thành lập 8 quận gồm 4 quận nội thành và 4 quận ngoại thành. Việt Hưng là một xã thuộc quận VIII ngoại thành Hà Nội.
Cuối năm 1955, khi cải cách ruộng đất, Việt Hưng còn 4 làng: Lệ Mật, Trường Lâm, Kim Quan, Ô Cách; 3 làng: Gia Thụy, Mai Phúc, Sài Đồng lại tách ra thuộc xã Tiến Bộ.
Trong thời kỳ khôi phục và phát triển kinh tế, Việt Hưng là địa phương lập được nhiều thành tích nổi bật về khai hoang phục hóa, chống hạn, cấy chiêm đã được Chủ tịch Hồ Chí Minh về thăm và chúc tết Nhân dân xã Việt Hưng tại đình Trường Lâm vào sáng ngày mồng một Tết Mậu Tuất (ngày 18 tháng 2 năm 1958).
Đến năm 1961, Việt Hưng là một trong 31 xã của huyện Gia Lâm.
Năm 1982 hai thị trấn mới cả huyện Gia Lâm được thành lập là Sài Đồng và Đức Giang. Cũng năm này, làng Ô Cách tách khỏi Việt Hưng để nhập vào thị trấn Đức Giang.
Sau nhiều lần đổi thay địa danh, địa giới, tính đến cuối năm 2003, xã Việt Hưng gồm 3 làng Trường Lâm, Kim Quan, Lệ Mật thuộc huyện Gia Lâm, ngoại thành Hà Nội.
Đến ngày 06 tháng 11 năm 2003 theo NĐ số 132-NĐ/CP của Chính phủ nước Cộng hòa xã hội chủ nghĩa Việt Nam, xã Việt Hưng trở thành phường Việt Hưng thuộc quận Long Biên.
Ngày 16 tháng 6 năm 2025, Quốc hội Việt Nam quyết định sắp xếp một phần diện tích tự nhiên, quy mô dân số của các phường Giang Biên, Phúc Đồng, Việt Hưng, một phần diện tích tự nhiên của phường Phúc Lợi, một phần các phường Gia Thụy, phường Đức Giang và phường Thượng Thanh thành phường mới có tên gọi là phường Việt Hưng.

## Địa chỉ trụ sở các cơ quan
Trụ sở Đảng ủy phường: Số 1, phố Vạn Hạnh, phường Việt Hưng (Địa chỉ cũ: Số 1, phố Vạn Hạnh, phường Việt Hưng, quận Long Biên)